# 能村登四郎
能村 登四郎（のむら としろう、1911年1月5日 - 2001年5月24日）は、日本の俳人。水原秋桜子に師事、「沖」を創刊・主宰。東京都出身。

## 経歴
東京都台東区谷中に、7人兄弟の四男として生まれる。1918年、東京都北区田端に引っ越し、錦城中学に入学する。中学時代、伯父から手ほどきを受けて俳句をはじめる。1931年、國學院大學高等師範部に入学、国文学を学ぶ。在学中、短歌同人誌『装填』に参加し、林翔と出会う。1938年、俳誌『馬酔木』に入会、水原秋桜子に師事。同年、私立市川学園の教諭となる。同校は林翔も教員として勤めた。
1945年、応召。除隊後、教員に復職し、1946年に復刊した『馬酔木』に投句を再開。1947年、生まれて間もない次男を、翌年に6歳の長男をそれぞれ病気により相次いで失う。1948年、馬酔木新人賞を受賞、『馬酔木』同人となる。1956年、馬酔木賞、現代俳句協会賞受賞。1970年『沖』創刊・主宰。林翔が編集人を務める。同誌からは正木ゆう子、中原道夫、筑紫磐井、今瀬剛一、小澤克己、鈴木鷹夫、鈴木節子、大牧広、鎌倉佐弓と多様な俳人が巣立った。1964年、市川学園の教頭として教育功労賞を受賞。1978年まで市川学園に勤めた。
1981年『馬酔木』を辞す。1985年、句集『天上華』で蛇笏賞受賞、1990年、勲四等瑞宝章受章、1993年、句集『長嘯』で詩歌文学館賞受賞。1997年、市川市民文化賞受賞。2001年5月、『沖』主宰を三男の能村研三に譲り、同年5月24日に死去。

## 作品
- 長靴に腰埋め野分の老教師
- 火を焚くや枯野の沖を誰か過ぐ
- 春ひとり槍投げて槍に歩み寄る
- 一度だけの妻の世終る露の中
- 厠にて国敗れたる日とおもふ
- 霜掃きし箒しばらくして倒る

などが代表句として知られる。第1句集『咀嚼音』（1954年）では教師としての生活を中心に詠み、第2句集『合掌部落』（1957年）は社会性俳句のあおりを受けつつ、作風の転換をはかるため飛騨白川村など各地に取材にして成った風土性の強い句によって編まれた。その後方向性に悩み10年あまり句風を摸索。第三句集『枯野の沖』（1970年）では人間の内面をも取り込みつつ、素材に凭れず、句に余分な語りのない、イメージを重視した作風に行き着く。結社名「沖」の由来となった「火を焚くや」の句はその記念碑的作品である。
門下の中原道夫は、師である登四郎の句風について「強いて言えば、人間の内的風景をも取り込んでしまっている優しさとでも言おうか、人間も自然の風景の一部であるという考え方にたっている」と評する。老境に至っても創作意欲が衰えず却ってさかんに句を発表、晩年の句は「老艶」の境地に達したと評される。

## 著書

### 句集
- 第1句集『咀嚼音』 近藤書店、1955年
- 第2句集『合掌部落』 近藤書店、1957年
- 第3句集『枯野の沖』 牧羊社、1970年
- 第4句集『民話』 牧羊社、1972年
- 第5句集『幻山水』 永田書房、1975年
- 第6句集『有為の山』 永田書房、1978年
- 第7句集『冬の音楽』 永田書房、1981年
- 第8句集『天上華』 角川書店、1984年
- 第9句集『寒九』 角川書店、1987年
- 第10句集『菊塵』 求龍堂、1989年
- 第11句集『長嘯』 角川書店、1992年
- 第12句集『易水』 朝日新聞社、1996年
- 第13句集『芒種』 ふらんす堂、1999年
- 第14句集『羽化』 角川書店、2001年
- 『花神コレクション 能村登四郎』 花神社、1992年
- 『俳句文庫 能村登四郎』 春陽堂、1992年
- 『人間頌歌 能村登四郎句集』 ふらんす堂、1995年
- 『脚註名句シリーズ 能村登四郎集』 俳人協会、2009年
- 『能村登四郎全句集』 ふらんす堂、2010年

### 随筆・評論
- 『現代俳句作法―若い人たちのために』 角川書店、1958年
- 『花鎮め―能村登四郎随筆集』 永田書房、1972年
- 『伝統の流れの端に立って―能村登四郎俳論集』 永田書房、1972年
- 『短かい葦―能村登四郎俳論集』 永田書房、1979年
- 『鳰の手帖―能村登四郎随筆集』 1983年、牧羊社
- 『能村登四郎 俳句の愉しみ』 日本放送出版協会、1988年
- 『秀句十二か月』 富士見書房、1990年
- 『欧州紀行』 ふらんす堂、1995年

## 関連文献
- 『能村登四郎読本』 富士見書房、1990年
- 坂口昌弘著『毎日が辞世の句』東京四季出版
- 大牧広 『能村登四郎の世界』 邑書林、1995年
- 能村研三編 『能村登四郎・林翔の折々の秀句』 朝日新聞社、2002年
- 今瀬剛一 『能村登四郎ノート<1>』 ふらんす堂、2011年